# أيدع شجيري
أيدع شُجَيْرِيّ (الاسم العلمي: Dracaena suffruticosa)، نوع من الأيدع موطنه شرق إفريقيا، من إثيوبيا إلى ملاوي. وصف أول مرة في عام 1915 بواسطة نيكولاس إدوارد براون.